# Resende Costa
Resende Costa es un municipio del estado de Minas Gerais, Brasil. Su población estimada era de 10.918 habitantes en 2010.

## Circunscripción eclesiástica
La parroquia local pertenece a la diócesis de São João del-Rei.